# Миран (река)
Миран, Миланьхэ (кит. упр. 米兰河), Джахан — река в уезде Чарклык Синьцзян-Уйгурского автономного района КНР.
Название Миран с монг. — «место, где скачут лошади».

## География
Река начинается на северных склонах горной цепи Алтынтаг, и течёт на север, в итоге теряясь в пустыне Такла-Макан. На горном участке реки в настоящее время выстроен каскад ГЭС.

## Описание
Река Миран является маловодной. Она незначительно врезается в пересекаемую ею подгорную равнину.
Река используется для орошения ферм, расположенных в одноимённом городе.